# Sions Sånger (1951)
Sångboken Sions Sånger användes av (öst)laestadianerna och laestadianerna i Svenskösterbotten från 1951 till 1981. Den fullständiga titeln är Sions Sånger 1951, samlade och ordnade av Elis Sjövall. Boken har 228 sånger på 238 sidor. Den 7:e upplagan gavs ut i Jakobstad : Laestadianernas fridsföreningars förbund, 1979 (ISBN 951-99196-6-X). Två år senare ersatte förbundet den med Sions Sånger 1981, som innehåller 285 sånger.

## A–D
1. Ack Jesus, du min herde god

2. Ack saliga hem hos vår Gud Finns på Wikisource.

3. Ack sälla stund jag efterlängtar Finns på Wikisource.
 
4. Ack vilken rikedom och tröst Finns på Wikisource.

5. Aldrig skola Herrens vänner skiljas

6. Alltid salig, om ej alltid glad Finns på Wikisource.

7. Allt vad oss Adam i fallet ådragit Finns på Wikisource.

8. Barn av nåden här på jorden

9. Bliv kvar hos mig Finns på Wikisource.

10. Brist ut i tåreflod Finns på Wikisource.

11. Bröder, låt oss fröjdas här

12. Bröder och systrar, ack kära Guds vänner Finns på Wikisource.

13. Böjd under korset Finns på Wikisource.

14. De fly våra år Finns på Wikisource.

15. Den port är trång och smal den stig Finns på Wikisource.

16. Den som på färden genom livet

17. Den Sonen haver, haver livet Finns på Wikisource.

18. Den store läkaren är här Finns på Wikisource.

19. Den stunden i Getsemane Finns på Wikisource.

20. De späda plantor små

21. Det blir något i himlen Finns på Wikisource.

22. Det finns en härlig viloplats

23. Det finns en port, som öppen står Finns på Wikisource.

24. Det finns ett hem dit stormens brus

25. Det finns ett hem, där evig sång

26. Det är ett fast ord Finns på Wikisource.

27. Det är min hjärtas tro

28. Det är så gott att om Jesus sjunga Finns på Wikisource.

29. Du lilla skara Finns på Wikisource.

30. Du, som funnit Jesus

31. Du ömma fadershjärta Finns på Wikisource.

32. Där uppe ingen död skall vara Finns på Wikisource.

## E–H
33. En blodröd källa vällde fram

34. En kristen utan kors ej är

35. En liten stund med Jesus Finns på Wikisource.

36. Ej bo vi här, vi blott här nere gästa Finns på Wikisource.

37. Ej finnes på jorden en sällare lott

38. Ej jorden har den ro jag söker

39. Ej trivs jag uppå jorden

40. Emedan blodet räcker till

41. En Gud vi hava

42. En morgon utan synd jag vakna får Finns på Wikisource.

43. Faren väl, I vänner kära Finns på Wikisource.

44. Fattig men dock rik Finns på Wikisource.

45. Framåt jag går i hoppet glad

46. Fri från synden

47. Från härliga höjder dit Anden Finns på Wikisource.

48. Från vaggan till graven

49. Från örtagården leder Finns på Wikisource.

50. Fröjdens, vart sinne! Julen är inne Finns på Wikisource.

51. Fåfängt söker jag uti mitt hjärta

52. Får på ditt dyra huvud

53. För Herrens ord vi ej må skämmas

54. Förrän vår sammankomst är slut Finns på Wikisource.

55. Försonare, som färgar röd

56. Genom lidande till seger Finns på Wikisource.

57. Giv mig den frid, som du, o Jesus, giver Finns på Wikisource.

58. Guds lilla helgonskara 

59. Han kommer genast Jesus

60. Har du kvar din barnatro

61. Har du mod att följa Jesus Finns på Wikisource.

62. Hav tack, käre Jesus, för ordet

63. Hav tronens lampa färdig Finns på Wikisource.

64. Helige Fader, böj ditt öra neder Finns på Wikisource.

65. Hem jag längtar Finns på Wikisource.

66. Hemma, hemma få vi vila

67. Herre, fördölj ej ditt ansikte Finns på Wikisource.

68. Herre, jag beder fattig Finns på Wikisource.

69. Herre, mitt hjärta längtar Finns på Wikisource.

70. Herren Jesus det dyraste är

71. Herrens nåd är var morgon ny Finns på Wikisource.

72. Hosianna, Davids Son! Finns på Wikisource.

73. Hur ljuvligt klingar Jesu namn Finns på Wikisource.

74. Här en källa rinnerFinns på Wikisource.

75. Här, Guds barn, går ofta du

76. Härliga lott att i ungdomens dagar

77. Här samlas vi omkring ditt ord Finns på Wikisource.

78. Här så ofta under ökenvandrandet

79. Hör på du arma vandringsman

## I–L
- 80 I blomman av din ungdomstidFinns på Wikisource.
- 81 I den stilla aftonstund
- 82 I en djup, oändlig skog Finns på Wikisource.
- 83 I Jesu bröder, systrar här
- 84 I korpungar små Finns på Wikisource.
- 85 I kristna mänskor alla
- 86 In under din Ande som signar
- 87 I salighetens boning
- 88 I tron jag ser din pina
- 89 I tro under himmelens skyar
- 90 Jag arma barn, som litet har erfarit
- 91 Jag behöver dig, o Jesus[särskiljning behövs]
- 92 Jag göt mitt blod för dig Finns på Wikisource.
- 93 Jag har en Jesus, som i allt
- 94 Jag har inga sorger i världen
- 95 Jag har kommit hem till min Faders hus Finns på Wikisource.
- 96 Jag hör en ropandes röst i öknen
- 97 Jag irrade länge än hit
- 98 Jag längtar till himlen
- 99 Jag slipper i främmande landet mer vara Finns på Wikisource.
- 100 Jag står på bruderätten min
- 101 Jag tänkt mång gång
- 102 Jag är en gäst och främling Finns på Wikisource.
- 103 Jag är en gäst på jorden Finns på Wikisource.
- 104 Jag är så glad när Gud är min
- 105 Jag är så glad, så hjärtligt nöjd
- 106 Jag är så hjärtligt nöjd och glad
- 107 Jesu blod det är ett glashav
- 108 Jesus, du som dött för mig
- 109 Jesus, Jesus, han allena
- 110 Jesus-namnet dyrast är
- 111 Jesus, vår brudgum, kära
- 112 Jesus, öppna du vårt öra
- 113 Johannes sade: "se Guds Lamm"
- 114 Jubla min tunga Finns på Wikisource.
- 115 Klippa, du som brast för mig Finns på Wikisource.
- 116 Kom, huldaste förbarmare Finns på Wikisource.
- 117 Kom, låtom oss på jorden
- 118 Kom till Jesus så kär
- 119 Ljus efter mörker Finns på Wikisource.
- 120 Ljuvt är det bandet
- 121 Lova Herren, min själ Finns på Wikisource.
- 122 Lycklig du, som re'n fått lämna
- 123 Lys du morgonstjärna klara
- 124 Låt mig börja med dig Finns på Wikisource.
- 125 Låt mig få höra om Jesus
- 126 Låtom oss sjunga, sjunga om
- 127 Lär du, Jesus, oss nu alla

## M–P
128. Medan jag ilar hemåt, jag vilar Finns på Wikisource.

129. Med sitt blod på långfredagen

130. Min enda fromhet inför Gud

131. Min framtidsdag är ljus och lång Finns på Wikisource.

132. Min sång skall bli om Jesus Finns på Wikisource.

133. Min vän är min, och jag är hans Finns på Wikisource.

134. Mitt hjärtas längtan mången gång

135. Mitt rätta hemland

136. Nattens skuggor sakta vika Finns på Wikisource.

137. Nu bort med allt som ängslar

138. Nu är jag frälst från synd Finns på Wikisource.

139. Nu är jag nöjd och glader Finns på Wikisource.

140. Nu törnekronan sårar

141. När jag fått klädning, skor och ring Finns på Wikisource.

142. När jag i tron min Jesus ser Finns på Wikisource.

143. När Jesus i hjärtat jag äger

144. När juldagsmorgon glimmar Finns på Wikisource.

145. O, att den elden redan brunne Finns på Wikisource.

146. O, att jag kunde min Jesus prisa

147. O Frälsare kär, Min egen du är

148. O, fröjden er därav I Jesu vänner Finns på Wikisource.

149. O Gud, min Gud, vad jag är glad

150. O, hur glatt jag framåt ilar

151. O, hur saligt att få vandra Finns på Wikisource.

152. O, hur saligt det är att få vandra
 Finns på Wikisource.
153. O, huru härlig fägring

154. O, jag vet en gång

155. O, jag vet ett land, där Herren Gud Finns på Wikisource.

156. O Jesus, ditt namn är ett fäste

157. O Jesus, du fröjdar mitt hjärta

158. O Jesus, du min glädje är

159. O Jesus god, för mig du en gång

160. O Jesus kär, när vill du hämta mig Finns på Wikisource.

161. O Jesus, öppna du mitt öga

162. Om dagen vid mitt arbete Finns på Wikisource.

163. Om hemmet en sång jag vill sjunga

164. O syndaförlåtelse, dyrbara skatt

165. O, tänk en gång när även jag skall skina Finns på Wikisource.

166. O tänk, när livets dag förrunnit

167. O, vad sällhet det är i all uselhet här

168. O, vad sällhet då skall bliva

169. O, öppna ditt hjärta för Herren

170. På sabbatens afton

171. På Sions berg där står ett slaktat Lamm Finns på Wikisource.

172. På Sions berg har Herren Gud

## S–Ö
173. Sabbatsdag, hur skön du är Finns på Wikisource.

174. Salig för intet, frälst av nåd Finns på Wikisource.

175. Se fågeln, som sitter på gungande gren Finns på Wikisource.

176. Sin Ande han gav

177. Sjung, du arma ökenvandrare

178. Skola vi väl alla mötas Finns på Wikisource.

179. Skulden är gäldad

180. Skynda till Jesus, Frälsaren kär Finns på Wikisource.

181. Slumra ljuvt i jordens sköte Finns på Wikisource.

182. Snart kommer vännen kära

183. Snart rinner upp i öster

184. Snart uti mörka graven

185. Syskon vi äro här i främmande land

186. Så mörk är ej natt

187. Säg, varföre sörja? Finns på Wikisource.

188. Tag den hyllning vi giva i dag

189. Tag det namnet Jesus med dig Finns på Wikisource.

190. Tiden försvinner i hast Finns på Wikisource.

191. Till det härliga land ovan skyn Finns på Wikisource.

192. Till det höga ser mitt öga Finns på Wikisource.

193. Tänk, när en gång den dimma Finns på Wikisource.

194. Tätt vid korset, Jesus kär Finns på Wikisource.

195. Under hans vingar

196. Ungdom i världen Finns på Wikisource.

197. Vad helst här i världen bedrövar min själ Finns på Wikisource.

198. Vad heter skeppet Finns på Wikisource.

199. Vandringsmannen ständigt längtar

200. Var jag går i skogar, berg och dalar Finns på Wikisource.

201. Vid de älvar i Babel satt, Israel i band

202. Vid foten av ditt kors

203. Vi få mötas i Eden en gång Finns på Wikisource.

204. Vi hasta till vägs Finns på Wikisource.

205. Våga dig, dristelig Finns på Wikisource.

206. Väldig är Guds nåd

207. Är det sant, att Jesus är min broder Finns på Wikisource.

208. Öppet står Jesu förbarmande hjärta Finns på Wikisource.

## Tillägg
- 209 Av hjärtans grund jag åstundar
- 210 Den himmelska sången Finns på Wikisource.
- 211 Ett hem i himlen
- 212 Från jordens mörker Finns på Wikisource.
- 213 Hela vägen går han med mig Finns på Wikisource.
- 214 I ungdomens rosiga, leende vår
- 215 Jag nu den pärlan funnit har Finns på Wikisource.
- 216 Jesus kom att ditt barn välsigna
- 217 Kom du med mig min Herre Jesus
- 218 Kommen till krubban
- 219 Med Gud och hans vänskap Finns på Wikisource.
- 220 När han kommer Finns på Wikisource.
- 221 När jag var liten
- 222 O, bröder, systrar glädjens
- 223 O rene Guds Lamm
- 224 O, tänk en gång när alla
- 225 Sjunga om min Jesus
- 226 Tacken Herren ty hans godhet
- 227 Tag, Herre, mina händer
- 228 Varför bygger du Noa en båt Finns på Wikisource.

### Fotnoter
1. ↑  ”Sions sånger” (på engelska). Worldcat. 10 mars 1951. https://www.worldcat.org/title/sions-sanger/oclc/936819393&referer=brief_results. Läst 18 oktober 2017.